# Indiens etnologi i 1800-talets europeiska perspektiv

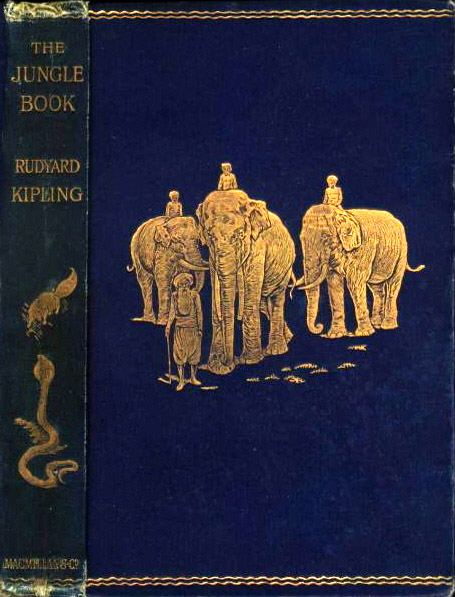
Djungelboken 1894

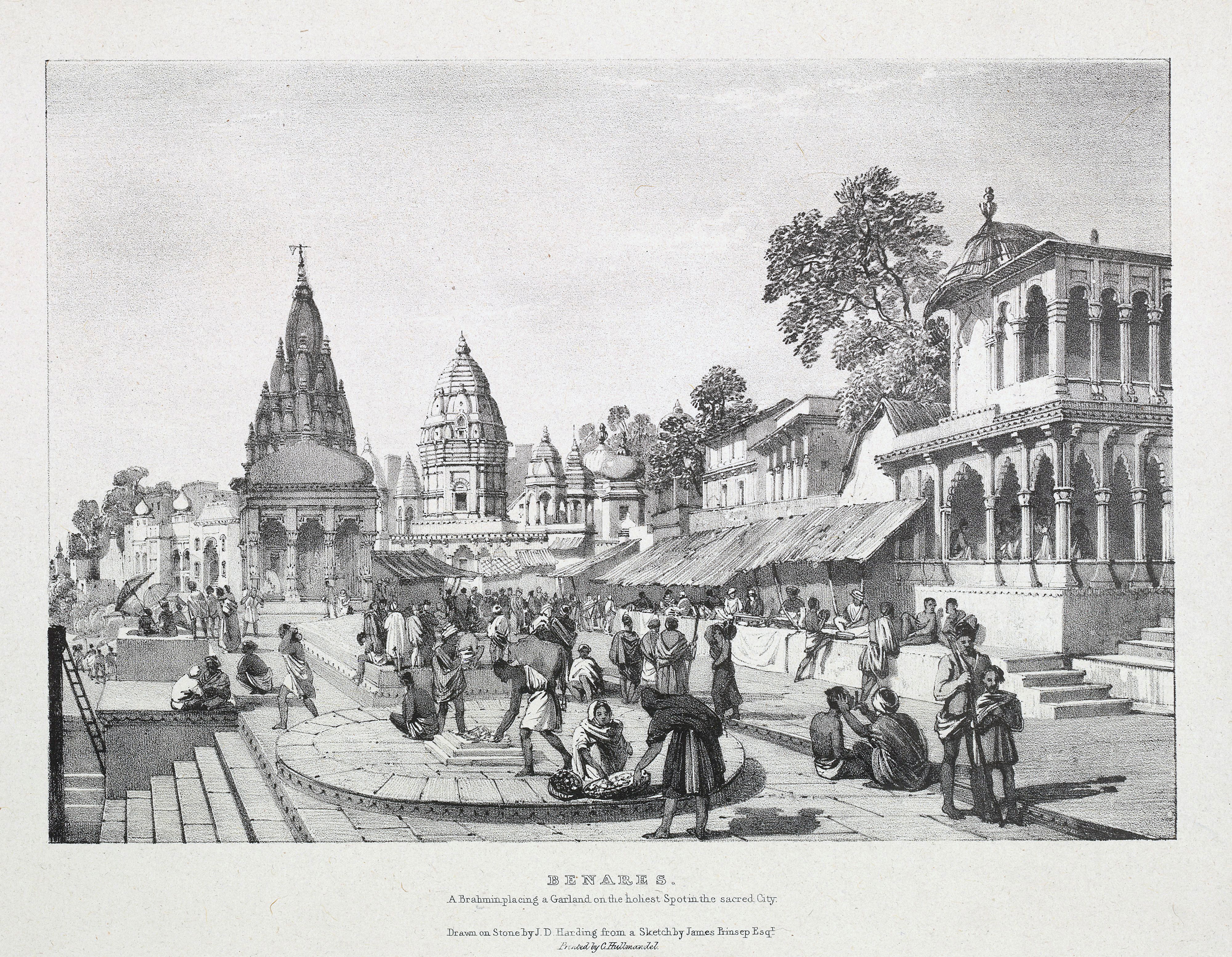
Benares. Litografi av James Prinsep 1832

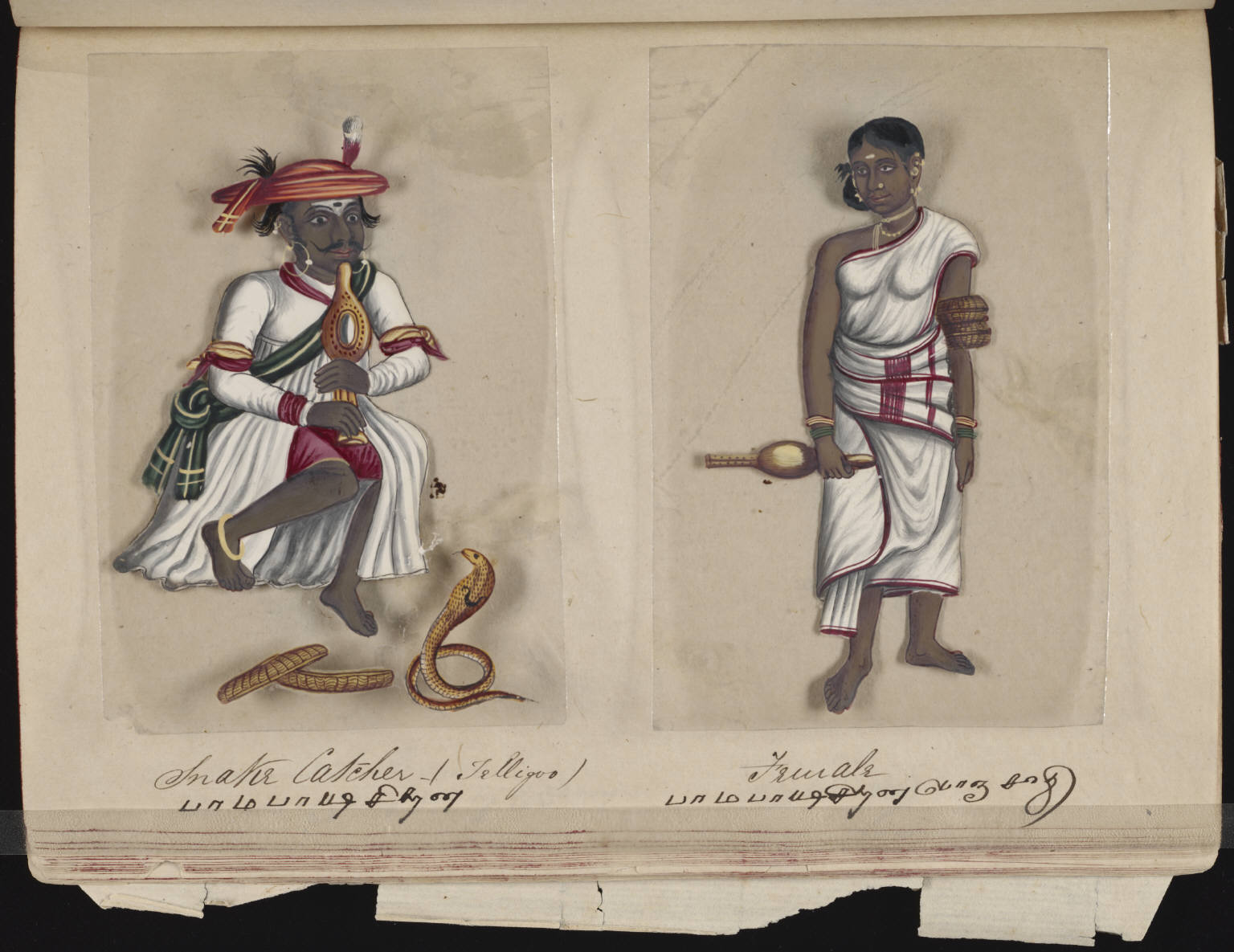
Samlingen Seventy-two Specimens of Castes in India består av 72 handmålade teckningar av män och kvinnor från olika religioner, yrken och etniska grupper i Madurai. Teckningarna gjordes år 1837 av en indisk lärare vid en brittisk-amerikansk missionsskola

Indiens etnologi i 1800-talets europeiska perspektiv är en viktig bakgrund för att kunna förstå de etnologiska beskrivningarna från tiden och - vad gäller kolonialmakten England - även styrningen av  Indien. Synen avspeglas också i både skönlitteratur och populärvetenskapliga framställningar.

## Skönlitteratur
Det senare 1800-talets skönlitteratur fann ett tacksamt ämne i det stora och avlägsna Indien, med sitt myller av folkgrupper och kaster och sina för västvärlden obegripliga seder och samhällsförhållanden. Ett exempel är Djungelboken (1894-1895) av Nobelpristagaren Rudyard Kipling. Conny Svensson, docent i litteraturvetenskap, menar i sin analys av boken att den kan läsas som ett försvar för britternas styre över en befolkning som ansågs vidskepliga och okunniga och behövde fostras som barn, men vilkas uråldriga seder gärna fick bibehållas så länge de inte utmanade överheten. Ett annat exempel är Jules Vernes roman Jorden runt på 80 dagar (1873), där den engelske huvudpersonen lyckas rädda en ung kvinna som annars skulle blivit offer för indiernas barbariska seder.

## Svenska uppslagsverk
Den stora svenska encyklopedin Nordisk familjebok hade som uttalat syfte att sprida "upplysningar och förklaringar om märkvärdiga namn, föremål och begrepp" till den "bildningssökande allmänheten" (citat från Nordisk familjeboks presentation av sig själv).
Den andra upplagan av Nordisk familjebok utkom i 38 volymer 1904-1926. Efter bilden på bokryggarna kallas den ofta Uggleupplagan. Nordisk familjebok skrevs i ett Sverige där vetenskapen bejakade och uppmuntrade ett rasbiologiskt tänkande, där böcker, tidningar och tidskrifter lyfte fram skillnaderna mellan svenska och "främmande" folkgrupper och där okunnigheten om människor i fjärran länder var så stor att nästan vad som helst kunde vinna tilltro.
I artikeln Indien (Befolkning) presenteras olika folkgrupper med ras, språk, religion, bosättningsområde, huvudsaklig sysselsättning och gruppgemensamma karaktärsdrag och intelligensnivå. I artikeln Kast redogörs för teorier om kastsystemets uppkomst och religiösa grundvalar. Båda artiklarna hänvisar till ett stort vetenskapligt verk från 1896 (Émile Senart: Les castes dans l'Inde). Uggleupplagan innehåller också en mängd artiklar om olika kaster, stammar och folkgrupper i Indien.